# 戦闘群戦法
戦闘群戦法（せんとうぐんせんぽう）とは、一般に第一次世界大戦中の西部戦線において各国軍で発達した歩兵小部隊戦術のことを指す。

## 概説

### 語源
フランス軍が1917年9月に発布した教令が戦闘群戦法の創始であったとされる。
ソンムの戦い以来フランス軍歩兵小隊は伝統的な小銃と銃剣に加えて1挺の軽機関銃と、擲弾銃、手榴弾などの多種の兵器を保有し、互いに編制の異なる2個の半小隊から構成されていた。一方の半小隊は擲弾分隊と軽機関銃分隊から成り、他方は2個の散兵分隊から成っていた。小隊は指揮官の声音による統制と展開以後も掌握が可能な最大の単位であり、また小隊は突撃および増援単位とされるなど、小隊は戦闘における基本単位として位置付けられていた。
しかし、敵陣への突撃に当たっては鉄条網の破壊口を通過する必要性から、突撃は実質的には半小隊を単位として行われ、陣内における乱戦もまた半小隊が単位となるのが実情だったが、小隊内の両半小隊の編制が異なるこの編制は実際の状況に合致していなかった。
また、ドイツ軍は砲撃によって形成された穴を積極的に利用し、掩蔽を欠いた機関銃が定位置に固執せずに砲弾の落下地を避けて柔軟に陣地を移すことを認めていたことから、事前に位置を予想するのが難しい機関銃の小拠点(機関銃巣)が各所に点在するようになり、砲兵のみではそれらを排除するのが困難であった。従来の戦闘方式では敵の抵抗拠点の包囲は比較的大きな単位部隊によって行うものとされていたため、機関銃巣のような微細な目標が点在する戦場の様相に適合していなかった。
1917年9月の教令から小隊内の両半小隊の編制が均質なものとなった
。それぞれの半小隊は軽機関銃分隊と擲弾散兵分隊から成り、軽機関銃、擲弾銃、手榴弾等の兵器を固有に保有し、下士官の半小隊長の下でそれらの兵器と、機宜に適した敏活な機動や独断を駆使してある小範囲の戦闘を独力で遂行することが求められた。またこの半小隊は機関銃巣のような微細な拠点を自己の軽機関銃や擲弾銃の火力で制圧し、擲弾散兵を側背に機動させることによって独力で処理することが出来た。フランス軍はこの半小隊を戦闘群と呼称したことから、大戦を観察していた日本陸軍はこのような形式の歩兵小部隊戦術を戦闘群戦法と名付けた。またドイツ軍やイギリス軍等においても歩兵小部隊戦術は独自の発達を遂げており、
日本陸軍はフランス軍の戦闘方式に類似した特徴を有するこれらの諸方式もまた戦闘群戦法に包括した。

### 運用
戦闘群戦法においては、敵の機関銃巣に遭遇した場合、まず軽機関銃の射撃によって制圧し、その掩護の下で戦闘群内の他の兵員は地形を利用して接近し、擲弾銃の射程に入れば擲弾射撃を加えて制圧を図る。その間に擲弾散兵はさらに近迫し、手榴弾の投擲距離に到達すれば手榴弾を投擲して守備兵を排除するか、又は制圧し、機を見て白兵戦を挑んで制圧することが理想的な戦闘要領だった。もし戦闘群が独力で敵の抵抗を排除できなければ、敵を自己の火力でその場に釘付けにし、隣接部隊もしくは増援部隊によって包囲するものとされた。

## 注
1. ↑  参謀本部編『世界大戦ノ戦術的観察　第三巻』（偕行社、1924年）124頁。
2. ↑  France Ministere De La Guerre,ed. Manual for Commanders of Infantry Platoons, translated by US Army War College(Washington Government Printing Office,1917),395-396; 「仏、独両軍歩兵部隊編制ノ比較」Ref.A05021011300、『各種調査会委員会文書・臨時軍事調査委員月報第三十一号』（国立公文書館）。
3. ↑  France Ministere De La Guerre,ed(1917), 15.
4. ↑  Ibid, 394-396; 参謀本部編『世界大戦ノ戦術的観察　第二巻』（偕行社、1924年）112頁。
5. ↑  「仏、独両軍歩兵部隊編制ノ比較」Ref.A05021011300、『各種調査会委員会文書・臨時軍事調査委員月報第三十一号』（国立公文書館）。
6. ↑  『世界大戦ノ戦術的観察　第三巻』30頁。
7. ↑  France Ministere De La Guerre(1917)では機関銃巣のような小拠点を小隊が独力で包囲することは想定されておらず、中隊以上の大きな単位によって包囲することが想定されている。
8. ↑  『世界大戦ノ戦術的観察　第三巻』126-127頁。
9. ↑  「仏、独両軍歩兵部隊編制ノ比較」Ref.A05021011300、『各種調査会委員会文書・臨時軍事調査委員月報第三十一号』（国立公文書館）; 『世界大戦ノ戦術的観察　第三巻』124頁。
10. ↑  前掲書、124-125頁; 仏軍総司令部作戦課編『千九百十八年歩兵攻撃教令』（偕行社、1919年） 44頁。
11. ↑  ドイツ軍における歩兵小部隊戦術の発展についてはGudmundsson, Bruce. Stormtroop Tactics: Innovation in the Germany Army1914-1918(Praeger,1989)を、イギリス軍についてはGriffith, Paddy. Battle Tactics of the Western Front: The British Army's Art of Attack 1916-18(Yale University Press,1996)を参照のこと。
12. ↑  羽守清一郎『歩兵戦術ノ趨勢』（第三師団司令部、出版年不明） 11頁。
13. ↑  『世界大戦ノ戦術的観察　第三巻』124-125頁。
14. ↑  『千九百十八年歩兵攻撃教令』45頁。